# Slavonska Požega (obóz przejściowy)
Slavonska Požega – obóz przejściowy dla Serbów i Słoweńców, zlokalizowany w Slavonskiej Požedze (obecna Požega) w Niezależnym Państwie Chorwackim.
Powstanie tego obozu podlegało masowej umowie o przenoszeniu ludności między III Rzeszą a Niezależnym Państwem Chorwackim, podpisanej 4 czerwca 1941. Według danych ITS w obozie znajdowało się 9500 więźniów. Obóz znajdował się w miejscu byłych jugosłowiańskich koszar oraz dawnego magazynu broni i był otoczony drutem kolczastym i murem. Pomieszczenia w obozie nie były przystosowane do zmieszczenia tak dużej liczby więźniów, co spowodowało wysokie przeludnienie.
Komendantami obozu byli Ivan Stiper oraz Emil Klajič. Strażnicy obozu często korzystali z okazji do zabijania lub torturowania więźniów, m.in. dokonali masowego rozstrzelania 785 osób pochodzących z obecnej Bośni i Hercegowiny. Same warunki w obozie były mierne, m.in. brakowało jedzenia oraz szerzyły się choroby.